# Dalo
Dalo è un dipartimento del Burkina Faso classificato come comune, situato nella provincia  di Ziro, facente parte della Regione del Centro-Ovest.
Il dipartimento si compone del capoluogo e di altri 5 villaggi: Bazilakoa, Dianthou, Guénien, Niou e Tiaré.